# ヨークシャーの悲劇
『ヨークシャーの悲劇』（ヨークシャーのひげき、A Yorkshire Tragedy）は、ジャコビアン時代の家庭悲劇。1608年に出版された。当初は作者をウィリアム・シェイクスピアとしてきたが、現代の評論家はそれを否定し、真の作者はトマス・ミドルトンが有力とされている。

## テキスト
『ヨークシャーの悲劇』は1608年5月2日に書籍出版業組合の記録に登録されたが、この時作者はウィリアム・シェイクスピアとされた。間もなくこの劇は「四折版」で出版されたが、出版した書籍商Thomas Pavierはもう一つのシェイクスピア外典『サー・ジョン・オールドカースル』（1600年）を出版した人物である。「四折版」の表紙にもウィリアム・シェイクスピア作と書かれ、さらに国王一座（シェイクスピアの劇団）によりグローブ座で上演されたとも書かれていた。
1619年、ウィリアム・ジャガード（William Jaggard）の「フォールス・フォリオ」にこの劇は収められ、1664年にはシェイクスピアの「サード・フォリオ」第2版（Philip Chetwinde出版）に、他の6つの劇とともに追加された。

## 形式とジャンル
『ヨークシャーの悲劇』はわずか10場で構成された珍しい劇である。印刷されたオリジナルのテキストには、「ALL'S ONE. OR, One of the foure Plaies in one, called a York-Shire Tragedy...（全部で1つ、つまり、ヨークシャーの悲劇と呼ばれた、1幕ものの4つの劇の1つ...）」であるとしている。これは明らかに、現存するものは全部で4つある劇の1つであることを意味している。この点から、この劇はジョン・フレッチャーの正典の1つ『Four Plays, or Moral Representations, in One』（1608年 - 1613年頃）に似たものだったに違いない。ちなみにフレッチャーは4つのうちの最後の2つを書き、残りは別の劇作家、おそらくネイサン・フィールド（Nathan Field）が書いた。こうした短編劇のアンソロジー形式はイングランド・ルネサンス時代から見られ、たとえば、『The Seven Deadly Sins』もそうである。しかし、失われた残り3つの劇がどんな内容で、作者が誰だったかはわからない。
ジャンルとしては「家庭悲劇（民衆悲劇）」である。これはイギリス・ルネサンス演劇のサブジャンルの1つで、普通の中流階級の人々の破滅に焦点を当てたものである。最初期の例では、やはりシェイクスピア外典に含まれる『フェヴァーシャムのアーデン』がある。

## 材源
『ヨークシャーの悲劇』の筋は、子供の二人を殺害し、妻を刺した罪で1605年8月5日に処刑された、ヨークシャー、カルヴァリー・ホール（Calverley Hall）のウォルター・カルヴァリーの人物録に基づいている。この事件は当時有名なスキャンダルだった。同年6月に事件に関する冊子が出て、7月にはバラッドも作られた。年代記作者ジョン・ストウ（John Stow）も自分の『年代記』にこの事件を記している。1607年にはジョージ・ウィルキンス（George Wilkins）が『The Miseries of Enforced Marriage（強制された結婚の不幸）』という題名で劇化した。ウィルキンスの劇と『ヨークシャーの悲劇』との関連に関しては、研究者の間で意見が分かれている。一方がもう一方を材源にしたという説もあれば、同じ作家の作品であるという説、2つの劇は基本的に関連のない別々の作品であるという説など、諸説ある。

## 作者
初期にはシェイクスピア作者説の可能性を認める評論家もいたが、過去2世紀、ほとんどの評論家はそれを疑問視してきた。現代では、テキストの内在的証拠から、トマス・ミドルトンが作者であることでほぼ同意が得られている。トマス・ヘイウッド（Thomas Heywood）やジョージ・ウィルキンス説もあるが、それを支持する注釈者はほとんどいない。